# Kęstas Komskis
Kęstas Komskis (ur. 22 października 1963 w Sodėnai koło Pojegów) – litewski samorządowiec i polityk, burmistrz Pojegów, poseł na Sejm.

## Życiorys
W młodości kształcił się w szkole technicznej w Kłajpedzie. Pracował w przedsiębiorstwach Žukas i Rambynas. W 2004 ukończył studia na Kaliningradzkim Państwowym Uniwersytecie Technicznym. Od czasu wyborów samorządowych w 2000 sprawował mandat radnego Pojegów. Od tegoż roku był też zastępcą burmistrza tego miasta, następnie w 2003 wybrano go na urząd burmistrza.
Dołączył do partii Porządek i Sprawiedliwość, z ramienia której kandydował w wyborach parlamentarnych w 2008, w II turze przegrał z Audriusem Endzinasem. Mandat poselski uzyskał z listy partyjnej swojego ugrupowania. W 2012 uzyskał reelekcję na kolejną kadencję. Również w 2016 został wybrany do Sejmu z listy krajowej Porządku i Sprawiedliwości. Jego wybór jednak unieważniono po ujawnieniu przypadków kupowania na jego rzecz głosów w okręgu jednomandatowym, w którym startował równocześnie. W 2019 ponownie uzyskał mandat radnego Pojegów (reelekcja w 2023).